# 하늘빛중학교
하늘빛중학교(하늘빛中學校)는 대한민국 경기도 김포시 운양동에 있는 공립 중학교이다.

## 학교 연혁
- 2011년 3월 1일 : 가칭 청수중학교 학교 설립 인가(24학급)
- 2013년 11월 4일 : 하늘빛중학교로 교명 선정
- 2014년 1월 13일 : 경기도립학교 설치 조례 공포
- 2014년 3월 1일 : 하늘빛중학교 개교
- 2014년 3월 1일 : 초대 최규원 교장 취임
- 2014년 3월 1일 : 1학년 3학급, 2학년 2학급, 3학년 1학급 편성(6학급)
- 2015년 2월 13일 : 제1회 졸업(45명)
- 2018년 4월 23일 : 도서관 리모델링 및 서가 추가 설치
- 2018년 5월 8일 : 음악실 리모델링
- 2019년 1월 24일 : Wee클래스 구축
- 2021년 3월 1일 : 제3대 김경선 교장 취임
- 2024년 1월 5일 : 제10회 졸업식(285명)
- 2024년 3월 1일 : 1학년 10학급, 2학년 12학급, 3학년 10학급 편성(32학급)
- 2024년 3월 4일 : 제11회 입학식(357명)

## 참고 자료
- 하늘빛중학교 - 한국교육학술정보원 학교알리미